# Beatrice Sanders

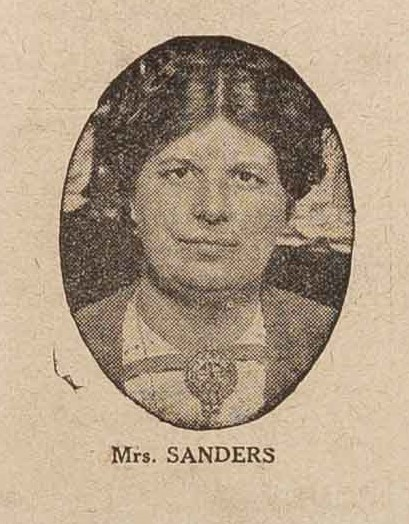
Beatrice Sanders, in: The Suffragette, 20. Juni 1913

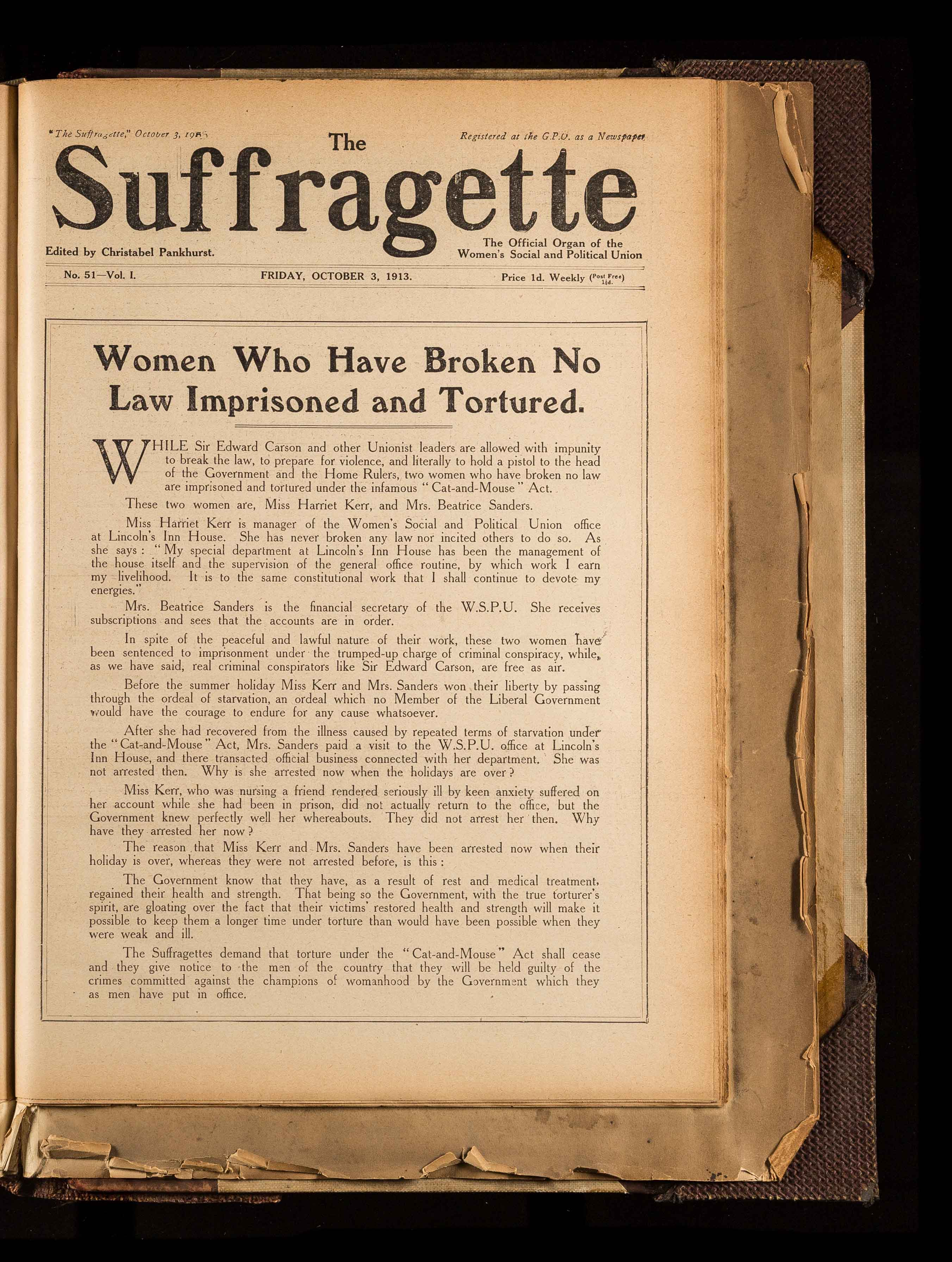
Titelseite von The Suffragette, 3. Oktober 1913, mit Bericht über die Verhaftung von Harriet Kerr and Beatrice Sanders

Beatrice Helen Sanders, geborene Martin (* 1874; † 29. November 1932) war eine britische Suffragette und Humanistin, die von 1904 bis 1914 als Finanzsekretärin der Women’s Social and Political Union (WSPU) tätig war.

## Leben
Sanders Mutter war Friseurin und Sanders arbeitete als Verkäuferin im Tabakladen ihres Vaters, bevor sie am 31. August 1899 den progressiven Sozialpolitiker William Stephen Sanders heiratete.
Als engagierte Suffragette war sie von 1904 bis 1914 mit einem Gehalt von 3 Pfund pro Woche als Finanzsekretärin der Women’s Social and Political Union (WSPU) angestellt. Annie Kenney erinnerte sich in ihren Memoiren daran, dass Sanders die Ausgaben der Mitglieder streng kontrollierte und erwartete, dass sie Fehler oder Defizite „aus der eigenen Tasche“ korrigierten.

„In Mrs. Sanders we had the astute financier. The organizers with their petty cash books had to be careful of every penny entered, the right discipline for us who were here, there, and everywhere in our labours.“

„In Frau Sanders hatten wir eine gewiefte Finanziererin. Die Organisatorinnen mit ihren Kassenbüchern mussten auf jeden Pfennig achten, die richtige Disziplin für uns, die wir hier und dort und überall arbeiteten.“

Sanders arbeitete eng mit Sylvia Pankhurst zusammen und wurde wegen ihrer Aktivitäten mehrfach inhaftiert: Einmal wurde sie zu vierzehn Monaten Haft verurteilt, weil sie an den Ereignissen im Unterhaus im Februar 1907 teilgenommen hatte, und zu einem Monat, weil sie am Schwarzen Freitag im November 1910 Steine geworfen hatte.
Nach der Radikalisierung des Protests 1913 wurde Sanders am 30. April 1913 zusammen mit Harriet Kerr, Rachel Barrett, Agnes Caroline Lake (Geschäftsführerin der Zeitschrift The Suffragette) und Flora McKinnon Drummond bei einer Polizeirazzia in den WSPU-Büros verhaftet. Sie wurde wegen Verschwörung zu fünfzehn Tagen Haft verurteilt. Sie trat im Gefängnis von Lewes in den Hungerstreik und wurde nach dem sogenannten Cat and Mouse Act vorübergehend freigelassen, und obwohl ihr Urteil nie aufgehoben wurde, wurde sie nicht erneut verhaftet.
Sanders ist in der sogenannten Roll of Honour of Suffragette Prisoners der Suffragette Fellowship aufgeführt.
Sie wurde von der WSPU wie andere inhaftierte Suffragetten mit einer sogenannten „Hungerstreikmedaille“ For Valour ausgezeichnet.
Sanders und ihr Mann waren langjährige Mitglieder der Fabian Society und der West London Ethical Society (Teil der Union of Ethical Societies, heute Humanists UK). In den 1920er Jahren war Sanders Vorsitzende der Fabian Women's Group. Während der Zeit, in der ihr Mann in Genf arbeitete, engagierte sie sich als Organisatorin in der Schweizer Frauenbewegung.
Sanders starb im Alter von 58 Jahren.